# Корсиканский заяц
Корсиканский заяц (лат. Lepus corsicanus) — вид зайцев, обитающий в центральной и южной Италии и на островах Сицилия и Корсика.

## Описание
По внешнему виду корсиканский заяц похож на зайца-русака. Окраска спины коричневатая, брюхо с кремовым оттенком. Отличается более серым, а не белым подшерстком. Корсиканский заяц меньше, чем русак, общая длина тела 44,1—61,2 см, длина хвоста — 6,6—11,2 см, вес — 1,8—3,8 кг. Уши и задние конечности — 9—12,6 см и 11,4—13,5 см соответственно.

## Ареал и места обитания
Корсиканский заяц заселяет кустарники-маквисы, пастбища, посевные площади и дюны. Это обычный и довольно распространённый вид на Сицилии, где встречается от уровня моря до высоты 2400 м на горе Этна. На материковой части Италии его ареал фрагментирован, доходит до севера Тосканы на западном побережье и до Фоджи на восточном. Был завезён на Корсику человеком, вероятно, между XIV и XVII веками.